# Moulin de Caupian
Le moulin de Caupian se situe sur la Jalle de Blanquefort dans le quartier de Caupian de la commune de Saint-Médard-en-Jalles, dans le département français de la Gironde. Reconstruit au XIXe siècle, il fait l'objet d'une fiche dans la base de données Mérimée sous la référence IA00025822.

## Présentation

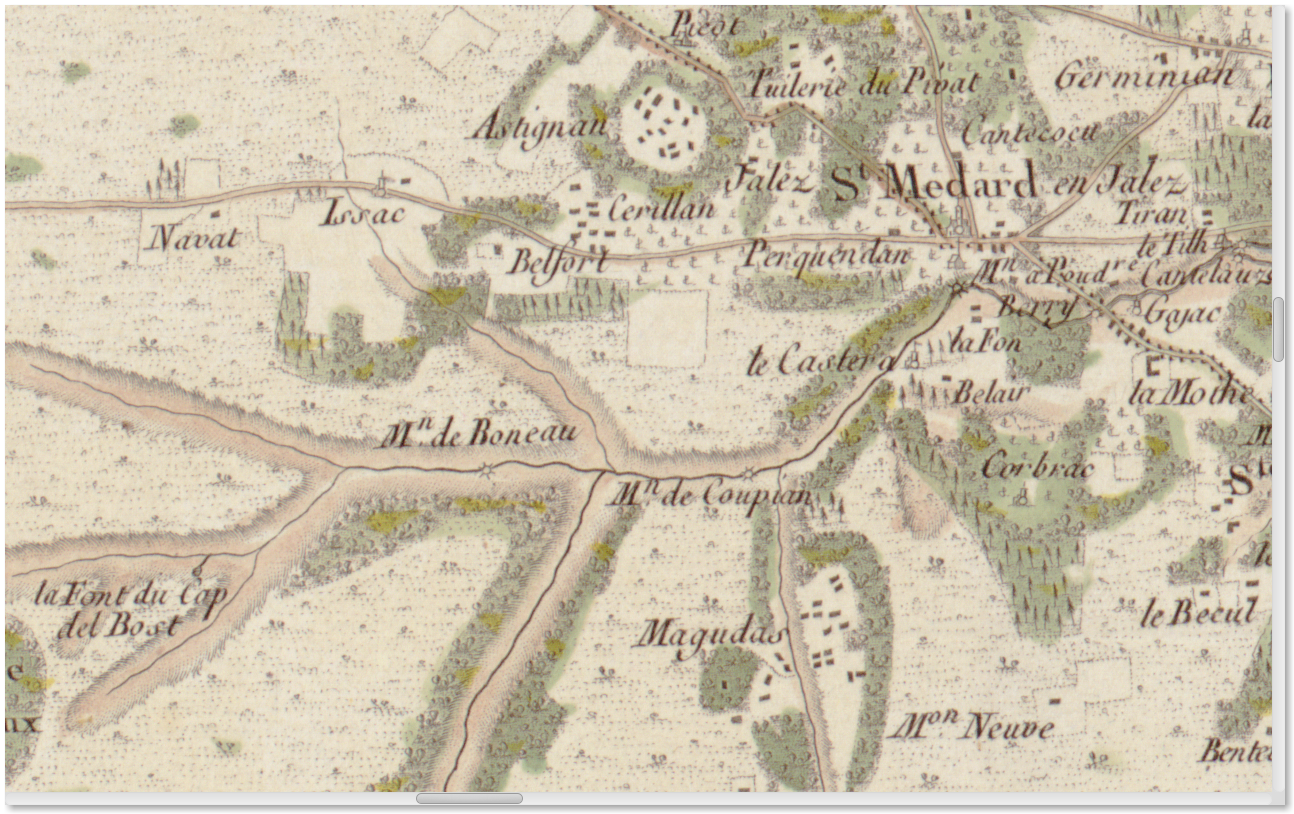
Les moulins à eau mentionnés en 1756.

Hors d'activité de nos jours, ce moulin à grain est mentionné au registre du clerc de ville de Bordeaux en 1593 et figure sur la carte de Belleyme. 
On y a fabriqué du suif destiné à l’éclairage à la chandelle et élevé des sangsues pour leurs vertus médicinales.

## Histoire
Le moulin de Caupian appartenait à la seigneurie de Belfort.
La seigneurie était tenue :
- en 1368 par Jean d'Estratona ou Stratton et sa femme Isabeau de Saint-Symphorien, Dame de Landiras ;
- en 1394 par Marguerite d'Estraton mariée à Arnaud Bernard de Préchac, « Soudan de la Trau », seigneur de Lesparre ;
- en 1440 au chapitre de Saint-Seurin qui donna bail à fief à différentes personnes ;
- en 1496, Jean de Caupenne, qui habitait à La Salle de Saint-Aubin céda ses droits à Jean Ferron un bourgeois Bordelais ; sa famille gardera ce fief durant plus d'un siècle ;
- au XVIIe siècle par Jean de Ségur-Jouis ; en 1736 Henri de Ségur, Vicomte de Cabanac, Baron de Belfort était sous-maire de Bordeaux ; le 14 May 1770 fut signé le contrat de mariage entre « haut et puissant seigneur Joseph Marie, Vicomte de Ségur, chevalier guidon des gendarmes  de la Garde ordinaire du Roy » et Catherine de Basterot, fille de Messire Gabriel de Basterot, chevalier conseiller du Roy en la Grande Chambre du parlement de Bordeaux, Seigneur de Valeyrac, Gadet et de la maison noble de Dignac[3].

Le 11 janvier 1793, sous la Révolution française, Mme de Basterot et son gendre de Ségur sont portés sur la liste des émigrés ce qui entraina la confiscation de leurs biens. Ainsi le moulin a été vendu comme bien national. Le 27 frimaire IV, le citoyen Roche, qui a déjà racheté le château de Belfort, fera l'acquisition du moulin.